# Elasmus fulviceps
Elasmus fulviceps är en stekelart som beskrevs av Graham 1995. Elasmus fulviceps ingår i släktet Elasmus och familjen finglanssteklar.
Artens utbredningsområde är:
- Frankrike.
- Spanien.

Inga underarter finns listade i Catalogue of Life.